# Phymaturus dorsimaculatus
Phymaturus dorsimaculatus är en ödleart som beskrevs av  Lobo och QUINTEROS 2005. Phymaturus dorsimaculatus ingår i släktet Phymaturus och familjen Tropiduridae. Inga underarter finns listade i Catalogue of Life.